# Aino Ackté

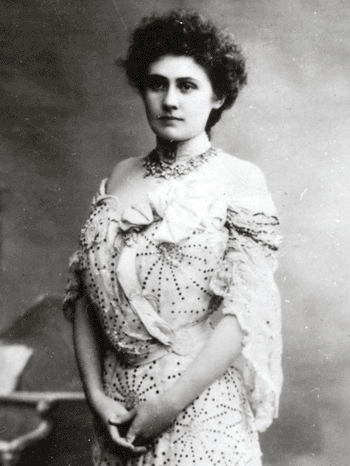
Aino Ackté

Aino Ackté, oorspronkelijke achternaam Achte (Helsinki, 23 juli 1876 – Vihti, 8 augustus 1944) was een Fins sopraan. Zij was de eerste persoon uit de Finse operawereld die internationale bekendheid vergaarde.
Zij kwam uit een muzikaal milieu: haar moeder was mezzosopraan, haar vader componist-dirigent. In haar jonge jaren studeerde Ackté onder leiding van haar moeder, in 1894 ging zij studeren aan het conservatorium van Parijs. In 1897 debuteerde zij in de Nationale opera van Parijs. Haar optreden in Faust was dermate succesvol, dat zij voor zes jaar kon bijtekenen.
Daarna was zij verbonden aan de Metropolitan Opera in New York, waar zij niet kon aarden, en het Royal Opera House in Londen. In 1913 was haar internationale carrière ten einde en keerde zij terug naar Finland.
In 1911 richtte Ackté met een aantal andere mensen de Kotimainen Ooppera op, een voorloper van de Finse Nationale Opera waarvan zij in 1938 en 1939 directeur was.
In 1912 organiseerde zij in Savonlinna een internationaal operafestival. Nieuwe edities volgden in 1913, 1914, 1916 en 1930, het jaar waarin zij voor het laatst optrad. Dit festival was de voorloper van het internationaal bekende operafestival van Savonlinna, dat sinds 1967 jaarlijks plaatsvindt.
Sibelius droeg zijn symfonisch gedicht Luonnotar aan Ackté op. In 1913 zong zij in Gloucester de wereldpremière en begin 1914 verzorgde ze ook de Finse.
In Savonlinna en in Helsinki zijn straten naar haar vernoemd.
- Bibsys: 99035847
- Bibliothèque nationale de France: cb14006248q (data)
- Catàleg d'autoritats de noms i títols de Catalunya: 981058615028206706
- Gemeinsame Normdatei: 118938908
- International Standard Name Identifier: 0000 0000 6309 7429
- Library of Congress Control Number: n86133972
- MusicBrainz: 83a3ee3f-0fe4-47ba-ad9b-a89d532f4df8
- Nationale bibliotheek van Australië: 35756749
- Nationale Bibliotheek van Israël: 987012500808805171
- Nederlandse Thesaurus van Auteursnamen: 12858338X
- Istituto Centrale per il Catalogo Unico: DDSV044169
- SNAC: w6zs2v0j
- Trove: 1073414
- Virtual International Authority File: 37113355
- WorldCat: E39PBJgxqf4PmqW7g9vbY9b68C